# Switch reloaded
Switch reloaded war eine Comedy-Sendung, die von 2007 bis 2012 in insgesamt sechs Staffeln für den deutschen Privatfernsehsender ProSieben produziert wurde. Sie ist die Nachfolgerin der von 1997 bis 2000 produzierten Sendung Switch – TV gnadenlos parodiert!. Abgesehen von der leicht veränderten Besetzung unterscheidet sich die Neuauflage von der Vorgängersendung vornehmlich durch das Fehlen der Rubrik Fakten, Fakten, Fakten. Vorbild für Switch war die australische Serie Fast Forward. Die Show gewann mehrmals den Deutschen Comedypreis sowie den Deutschen Fernsehpreis und den Grimme-Preis. Die Show wurde auf Sat.1, Sat.1 Comedy, Comedy Central, ProSieben Maxx und ProSieben Fun wiederholt. 
Seit dem 4. Dezember 2020 strahlt Prime Video Deutschland eine Neuauflage unter dem Namen Binge Reloaded aus.

## Produktionsgeschichte
Im Jahr 2000 wurden von ProSieben keine neuen Folgen mehr von Switch – TV gnadenlos parodiert in Auftrag gegeben. Im Herbst 2006 begann dann nach rund sechs Jahren Pause die Arbeit an der Fortsetzung unter der Regie von Wolfgang Groos (1. Block) und Marco Musienko, woraufhin die erste Folge ab dem 5. März 2007 ausgestrahlt wurde. Der Titel der Sendung wurde in Switch reloaded geändert. Produziert wurde das Format zunächst von der Kölner Produktionsfirma Hurricane.
Die zweite Staffel von Switch reloaded war seit dem 6. November 2007 zu sehen, die dritte Staffel, bestehend aus 15 Folgen, wurde ab dem 19. August 2008 auf ProSieben ausgestrahlt. Dezember 2008 wurde der Switch-reloaded-Jahresrückblick gesendet, der das Jahr 2008 mit den großen Fernsehereignissen satirisch unter die Lupe nahm. Im folgenden Jahr wurde ebenfalls ein Jahresrückblick gedreht, der am 21. Dezember 2009 ausgestrahlt wurde.
Eine Veränderung war ab Folge 6 der dritten Staffel zu bemerken, da ab dieser Folge alle weiteren Episoden ohne künstliches Hintergrundgelächter auskamen. Nachdem man die Lachkonserve bereits zuvor stark reduziert bzw. für gewisse Sketche wie die „TV total“-Parodie ganz weggelassen hatte, tauchten Publikumsreaktionen wie Lachen oder Applaudieren nun nur noch auf, wenn sie direkt zur Parodie gehörten.
2007 erschien die erste Staffel Switch reloaded als DVD-Box, die zweite Staffel im Jahr 2008. Die dritte Staffel erschien Dezember 2008, und zwar erstmals als dreiteilige DVD-Box. Sie enthielt neben Bonusmaterialien wie Hintergrundinformationen und Audiokommentaren erstmals auch produzierte, aber nicht gesendete Parodien (u. a. auf Werbesendungen).
Die vierte Staffel wurde ab März 2009 gesendet. Neue Parodien beziehen sich unter anderem auf talk, talk, talk und The Next Uri Geller. Diese Staffel sollte erstmals nach amerikanischem Vorbild von einer Sommerpause unterbrochen werden. Die ersten sieben Folgen (+ Best-of) wurden im Frühjahr ausgestrahlt; der zweite, acht Folgen umfassende Teil sollte ursprünglich im Herbst 2009 folgen. Stattdessen begann der zweite Teil der vierten Staffel erst im Juli 2010. Unmittelbar nachdem alle Folgen der vierten Staffel gesendet worden waren, begann die Ausstrahlung der fünften Staffel am 14. September 2010.
Die sechste Staffel umfasste 18 Folgen sowie 2 Specials und wurde produziert von Eyeworks. Die Staffel wurde 2012 montags abends ausgestrahlt.

### Neuauflage „Binge Reloaded“
Am 14. August 2020 kündigte Prime Video Deutschland eine Neuauflage unter dem Titel Binge Reloaded für Ende 2020 an. Produziert wird die Serie unter anderem von Georg Kappenstein, der auch bei Switch Reloaded Produzent war. Zur Besetzung gehören neben Michael Kessler auch Martin Klempnow sowie Tahnee Schaffarczyk, Antonia von Romatowski, Joyce Ilg, Jan van Weyde, Paul Sedlmeir und Christian Schiffer.

## Darsteller

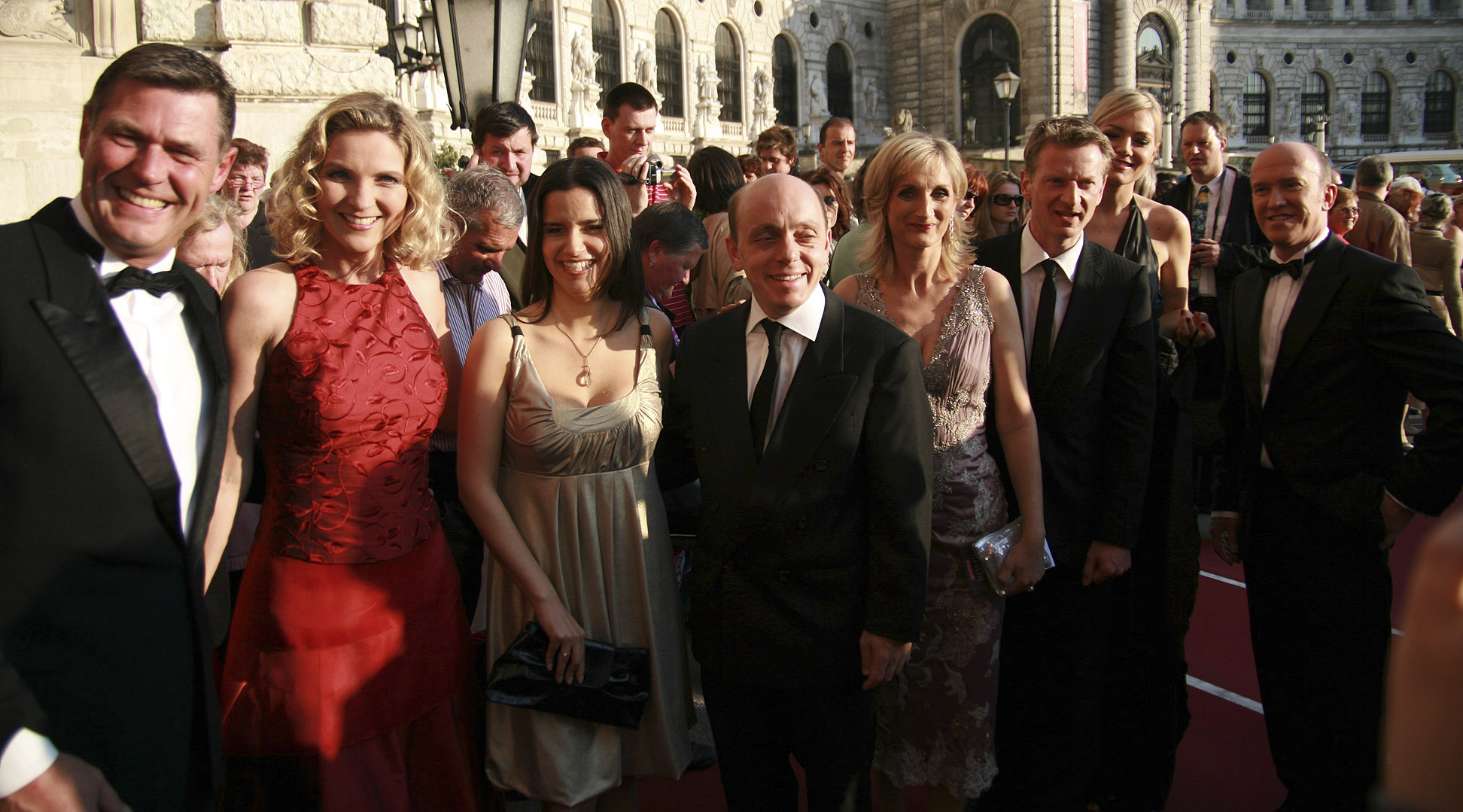
Die Switch-reloaded-Besetzung der ersten vier Staffeln bei der Gala zur Verleihung des Fernsehpreises Romy in der Hofburg in Wien 2009.
Von links nach rechts: Michael Müller, Susanne Pätzold, Mona Sharma, Bernhard Hoëcker, Petra Nadolny, Michael Kessler, Martina Hill, Peter Nottmeier. Nicht im Bild: Max Giermann

Bis auf Annette Frier und Bettina Lamprecht spielt bei der Neuauflage das komplette Ensemble der alten Switch-Folgen mit. Neu hinzugekommen sind Max Giermann und Martina Hill. Obwohl Mona Sharma auch in der dritten Staffel von Switch reloaded im Vorspann zu sehen war, tauchte sie in fast keinem Sketch auf. Aus privaten Gründen wolle sie nicht mehr aktiv vor der Kamera mitwirken, sondern sich auf das Schreiben neuer Sketche konzentrieren. In der vierten Staffel ist Sharma nun auch nicht mehr Teil des Vorspanns. Seit Ende der 4. Staffel ist Constanze Behrends neu im Team. Ab Staffel 5 verstärkt zudem Martin Klempnow Switch reloaded. Er wurde – im Gegensatz zu Constanze Behrends – auch in den Vorspann integriert.
In der sechsten Staffel wird nur noch ein gekürzter Vorspann ohne die Darsteller gezeigt. Zudem ist Constanze Behrends nicht mehr in Staffel 6 dabei.

## Rezeption
Switch reloaded wurde von FAZ.net als „Lichtblick im Programm“ beschrieben. Die parodistische Darstellung würde teilweise „konturlosen Bildschirmfigur[en] eine Identität“ verleihen. In weiten Teilen sei hierbei die „Geschichte [des Fernsehens] längst umgeschrieben“ worden, auch wenn teilweise auf scharfe Satiren „pure Albernheit“ folge. Matthias Kalle schrieb im Tagesspiegel: „Switch zeigt das Fernsehen eben doch, wie es ist, nämlich eher schlecht. Die Parodie kommt so der Wahrheit sehr nah, sie ist keine Kopie mehr, sondern funktioniert fast wie ein Zusammenschnitt der Fernsehrealität – und das ist ja nicht lustig, sondern eher traurig.“

## Inhalt
Jede Folge besteht aus mehreren einzelnen kürzeren und inhaltlich voneinander abgegrenzten Parodien. Zwischen den Parodien wird das Umschalten auf einen anderen Sender durch einen Effekt angedeutet. Längere Sketche werden teilweise auch zugunsten anderer Parodien unterbrochen und im Verlauf der Sendung fortgesetzt. Es wurde unter anderem Folgendes parodiert:
- Vorspann: In einer kurzen Parodie auf wechselnde Sendungen wird die Sendung Switch reloaded mit Namen genannt (meist mit einer Empfehlung). Im weiteren Verlauf der Sendung wird die Sendung nie beim Namen genannt und auf die Parodie aus dem Vorspann wird in der Folge nicht mehr eingegangen.
- Akte 010: Peter Nottmeier parodiert Ulrich Meyer. Während der Sendung wechseln häufig die Kameras, deshalb muss sich Nottmeier ständig nach links oder rechts drehen.
- Aktenzeichen XY ungelöst: Müller parodiert Rudi Cerne, am Anfang, wenn sein Name genannt werden soll, schaut er immer auf die Karte. Genannte Opfer sind z. B. die Mainzelmännchen oder eine erfundene Person namens Dietmar S. (Giermann).
- Alarm für Cobra 11 – Die Autobahnpolizei: Müller und Nottmeier parodieren Jäger und Gerkhan, die meistens Innendienst schieben müssen, weil sie mal wieder die ganze Stadt verwüstet haben. In einem Sketch wird der häufige Wechsel eines der Darsteller parodiert.
- ARD-Brennpunkt: Michael Müller parodiert Ulrich Deppendorf. Die Sendungen haben Themen zum Inhalt, die uninteressant, irrelevant oder sinnlos sind. Dabei erwähnt er auch immer, dass eine nachfolgende Sendung oder ein unterbrochener Brennpunkt, die weit wichtigere Themen zum Inhalt haben, sich um die Sendezeit des Brennpunktes verschieben. Meist hat er auch einen Gesprächspartner vor Ort.
- Astro TV: unter anderem mit Sharma als Kartenlegerin Roswitha, die beim „Schwarzsehen mit Karten“ Anrufern ihre negative Zukunft voraussagt und ihnen deshalb Suizid empfiehlt. Später wird sie ersetzt durch Hoëcker als dauergenervter Alex Kara, der versucht, seinen Anrufern das Geld aus der Tasche zu ziehen. Giermann parodiert Daniel Kreibich.
- Beckmann: Giermann parodiert Reinhold Beckmann, der seinen Gästen sehr intime oder auch Nonsens-Fragen stellt und dabei einen sowohl investigativen als auch selbstverliebten Eindruck macht.
- Bones – Die Knochenjägerin: Mit Hill als Bones und Giermann als Seeley Booth. Bones wird hier als äußerst gefühlskalt parodiert. Ebenso verwenden die beiden in fast jedem Satz den Namen des anderen und betonen ihn besonders.
- Börse im Ersten: Martina Hill zitiert als Anja Kohl mit diversen Sprachfehlern (P statt B, T statt D und K statt G; falsche Betonung von Wörtern) in der ARD-Börse meist unbedeutende oder erfundene (Nonsens-)Sprichwörter oder Gedichte mit sexistischem Hintergrund, heißt die Zuschauer inmitten ihrer Rede eher beiläufig willkommen und beendet ihre Rede mit den Worten: „An ter Pörse ist das nicht anders. Pis morgen!“ Zusätzlich laufen am unteren Bildrand die Tagesentwicklungen der Börse durch das Bild. Allerdings handelt es sich bei den Unternehmen um Parodien (so wurde beispielsweise aus Microsoft „Mikrosoftporn“). Im Hintergrund wird die Kurve eines Börsencrashs gezeigt, für den die Anzeigetafel nicht ausreicht, weshalb sie mit Papier nach unten verlängert wird.
- CSI: Miami: Mit Kessler als Horatio Caine und Giermann als Delko. Hierbei geht es Horatio bei einer Tatortbesichtigung immer um etwas ganz anderes, während sein Kollege Delko versucht, ihm klarzumachen, was wirklich passiert ist. Horatio findet banale Dinge am Tatort oft schlimmer als die Tat an sich. Ein Running Gag ist, dass Horatio seine Sonnenbrille nach jeder Kameraeinstellung auf- und wieder absetzt, unabhängig davon, wo er sich befindet.
- Das aktuelle Sportstudio: Nadolny als Moderatorin Katrin Müller-Hohenstein und Giermann als Fußballexperte Oliver Kahn; häufiger Interviewpartner ist Giermann als Joachim Löw. Meist wird Müller-Hohensteins übertrieben freundschaftlicher Umgang mit Kahn und dessen abschätzige Haltung ihr gegenüber thematisiert.
- Das Ehepaar Schwakowiak: Nottmeier als Herbert Schwakowiak und Sharma als Melanie Schwakowiak tauchen in vielen Sendungen (z. B. taff, Frauentausch, Das perfekte Dinner, Goodbye Deutschland etc.) als gesellschaftskritische Parodie auf. Außerdem ist Herbert in der dritten Staffel oftmals RTL-aktuell-Handyreporter. Seit der vierten Staffel sind sie aufgrund des Ausstiegs von Sharma nicht mehr zu sehen.
- Das Supertalent: Mit den Jurymitgliedern Dieter Bohlen (Giermann), Bruce Darnell (Hoëcker) und Sylvie van der Vaart (Hill). Dort werden die Castings der Show parodiert. Nicht nur unbekannte Menschen, sondern auch Prominente wie Elke Heidenreich (Nadolny) oder Menowin Fröhlich (Klempnow) stellen sich bei der Jury vor.
- Der Bulle von Tölz: mit Hoëcker im Fettanzug als Ottfried Fischer.
- Die 10 …: mit Susanne Pätzold als Sonja Zietlow. In den Einspielern geben parodierte Promis wie auch im Original Kommentare zu den Beiträgen. Meist haben die Folgen unsinnige Themen, wie zum Beispiel „Die 10 schönsten Farben“ oder „Die 10 schönsten Poesiealbumsprüche“. Während der Anmoderationen wechseln die Kameraeinstellungen nach links oder nach rechts.
- Die Geissens – Eine schrecklich glamouröse Familie: Es werden meist Situationen dargestellt, wie sie auch in der realen Sendung zwischen Robert (Klempnow) und Carmen Geiss (Hill) vorkommen. Carmen nennt ihren Mann ständig „Rooooobert“.
- Die Hit-Giganten: Giermann parodiert Hugo Egon Balder, der in seiner Sendung z. B. die Charts aus dem 12. Jahrhundert bringt.
- Die Ludolfs – 4 Brüder auf’m Schrottplatz: Hier werden Günter (Müller) und Peter (Hoëcker) Ludolf parodiert. Sie beraten Anrufer, unter anderem Lothar Matthäus auf der Suche nach einer neuen Freundin oder die CIA bei dem Verhör eines Verdächtigen. Dabei agieren beide besonders langsam und Peter schläft oft auf seinem Stuhl ein, obwohl Günter auf ihn einredet.
- Die perfekte Minute: Nadolny parodiert Ulla Kock am Brink in ihrer Sat.1-Spielshow.
- Die Super-Nanny: Susanne Pätzold parodiert Katharina Saalfrank. Sie hat meist prominente Patienten, allerdings besucht sie auch fiktive Figuren wie Michel aus Lönneberga oder Pippi Langstrumpf.
- Die ultimative Chartshow: Giermann parodiert den Moderator Oliver Geissen. In der Show werden auch diverse Liveauftritte, etwa von Britney Spears oder Alexander Klaws, parodistisch mit neuem Text dargestellt.
- Dr. House: Müller parodiert Dr. House, der Patienten wie Stefan Raab, Hugo Egon Balder und Florian Silbereisen behandelt.
- DSF – Das Sportquiz: Die Moderatorin Cheyenne Lacroix wird von Bernhard Hoëcker parodiert. Er spielt oft unsinnige Spiele mit den Zuschauern (z. B. Buchstaben mit O). Sein Standardspruch ist „Bei der nächsten richtigen Antwort zieh’ ich blank!“ Dabei trägt er Nippelkleber auf den Brustwarzen.
- Galileo Mystery: Aiman Abdallah (Hoëcker) untersucht triviale Dinge auf umständliche Weise, z. B. seine viel zu hohe Spesenabrechnung oder sein Auto, das vom Behindertenparkplatz verschwand. All das kommentiert er als „mysteriös“. Außerdem werden oft die Illuminaten oder die Piusbruderschaft mit den „Fällen“ in Verbindung gebracht. Seine Helfer sind Jochen Voit (Kessler) und Sibel Balta (Hill). Auch der Galileo-Ableger Galileo Big Pictures wird parodiert.
- Genial daneben: mit Giermann als Hugo Egon Balder und wechselnden prominenten Gästen. Da im Genial-daneben-Ensemble auch Parodist Bernhard Hoëcker vertreten ist, wurde dieser selbst von Nottmeier parodiert. Originaldauergast Hella von Sinnen wurde bisher nie gezeigt, stattdessen saß auf ihrem Platz Cindy aus Marzahn (Pätzold).
- Germany’s Next Topmodel: Martina Hill parodiert Heidi Klum mit Piepsstimme und dem Hang, nichts essen zu dürfen. Des Weiteren treten die Jurymitglieder Peyman Amin (Nottmeier), Rolf Scheider (Müller) und Bruce Darnell (Hoëcker), später Kristian Schuller (Müller) und Qualid „Q“ Laadra (Nottmeier) und Thomas Rath (Nottmeier) und Thomas Hayo (Müller) auf. Die Kandidaten aus der dritten Staffel Anni Wendler (Pätzold), Hanna Nitsche (Sharma) und Barbara Meier (Nadolny) sowie der Catwalk-Trainer Jorge González (Giermann) werden ebenfalls parodiert.
- Goodbye Großdeutschland!: Parodie auf Goodbye Deutschland! Die Auswanderer und Fortsetzung von Obersalzberg. Hitler (Kessler), Ernie (Giermann) und Ulf (Hoëcker) wandern nach Argentinien aus und eröffnen dort ein Restaurant.
- Grip – Das Motormagazin: Klempnow parodiert Detlef „Det“ Müller, der mit hanseatischem Dialekt kuriose Automodelle vorstellt.
- Guido Westerwelles Pressekonferenz: In Anspielung auf die Pressekonferenz nach der Bundestagswahl 2009, als ein englischer Journalist ihm eine Frage stellte und der Außenminister antwortete: „Wenn Sie so freundlich wären, diese Frage auf Deutsch zu stellen, da das eine deutsche Pressekonferenz ist!“ Später wurde Westerwelle auch in anderen Formaten verwendet, z. B. bei Goodbye Deutschland, in der er eine Kneipe auf Mallorca eröffnet oder Solitary, wo er als Promi mit anderen in einem Raum eingesperrt ist und Aufgaben lösen muss.
- Günther Jauch: mit Kessler als Günther Jauch. Hierbei hat Jauch in seiner Fernsehsendung verschiedene Gäste eingeladen, meist Politiker, aber auch seinen „Rivalen“ Thomas Gottschalk (gespielt von Hoëcker). Immer wieder wird auf Jauchs Fixierung auf seine Moderationskarten angespielt.
- Hart aber fair: Kessler parodiert den Moderator Frank Plasberg mit den Dauergästen Angela Merkel (Hill), Frank-Walter Steinmeier (Müller) und Gregor Gysi (Nottmeier) – nebst unerwähnten Nebenfiguren, von denen eine immer von Plasberg k.o. geschlagen wird mit dem Kommentar: „Das war hart, … aber fair.“
- Heute-journal: mit Michael Müller als Claus Kleber und Martina Hill als Gundula Gause. Hier wird meist mit den Namen der beiden gespielt, wobei alle Akteure Vor- und Nachnamen haben, die mit demselben Buchstaben beginnen, wie etwa die rasende Reporterin Karla Kolumna. Seit das echte Heute-Journal ein virtuelles Studio hat, wird in der Parodie immer damit gespielt, dass während der Sendung Grafik- und Computerfehler geschehen. Zuvor handelte die Parodie meist davon, dass Kleber nach einer Sendung versuchte, sich mit Gause zu verabreden.
- Inas Nacht: mit Hill als Ina Müller. Diese empfängt in ihrer Sendung zahlreiche Prominente und fällt durch übermäßig lautes Lachen und Singen sowie einen enormen Alkoholkonsum auf.
- Joachim Bublath: Joachim Bublath (gespielt von Hoëcker) versucht seinem Publikum mit meist sinnlosen Sachverhalten und unbeachteten Vorgängen (z. B. Brand) im Hintergrund Begriffe zu erklären. Auffällig ist dabei ein ständiges, meist unpassendes Stocken.
- Johannes B. Kerner: Nottmeier spielt Johannes B. Kerner, der durch ständiges Eigenlob und Schleichwerbung auffällt.
- KiKA Baumhaus: Hoëcker parodiert KiKA-Moderator Juri Tetzlaff, der in einem Baumhaus mit der Eule Bubu spricht, auf deren imaginäre Fragen er mit kleinkindlicher Fürsorge antwortet, und Kinderzeichnungen zeigt. Die Dialoge sind für Kinder meist denkbar ungeeignet, beispielsweise geht es um Gewalt, Drogen oder Hoëckers Versuch, die Eule umzubringen. Gelegentlich werden die Kinder, deren Zeichnungen gezeigt werden, als zurückgeblieben beleidigt. Auf einer Zeichnung stand „Juri ist scheiße“, und er beleidigt das Kind mit dem gleichen Ausdruck. Die Originalsendung wird jeden Tag vor Unser Sandmännchen gezeigt.
- Lafer, Lichter, Lecker: Kessler und Giermann moderieren mit verschiedenen Gästen wie z. B. Katja Burkard (Hill) oder Nina Hagen (Nadolny). Am Anfang gibt es immer einen langen Kuss zwischen Kessler und Giermann, und danach lachen sie oft über ihre eigenen Witze. Diese sind meist sexistisch und frauenfeindlich. Auch auffällig sind die Gerichte, die die Köche kredenzen. So benutzt Lichter immer Mengen an Butter und Lafer hat sehr ausgefallene Namen für seine Speisen.
- Lasko – Die Faust Gottes: Giermann parodiert Lasko mit Hoëcker als Gladius und Kessler als Magnus. Dabei dienen vor allem Magnus’ Begrüßung der Hauptfiguren sowie die Einstellung der katholischen Kirche zu Sexualität als Running Gags.
- Lesen!: Petra Nadolny parodiert Elke Heidenreich, die von ihren Kollegen gemobbt wird und deren Buchbeschreibungen oft kompletten Nonsens oder unübersichtlich komplexe Beziehungen enthalten. Seitdem im wahren Leben Heidenreich ihren Sendeplatz im ZDF verloren hat, sucht Heidenreich bei Switch stets nach Anerkennung im Fernsehen (z. B. Supertalent oder Dschungelcamp).
- Let’s Dance: Martina Hill und Max Giermann als Nazan Eckes und Daniel Hartwich. Hartwich macht oft unwitzige Witze, worauf Eckes lacht und sagt „Das gibt es nur bei a Let’s a dance“.
- Markus Lanz: Max Giermann parodiert Markus Lanz in seiner gleichnamigen Sendung. Lanz wird mit seinen auffälligen Handbewegungen parodiert. Außerdem spricht er sehr abgehackt und präsentiert meist unsinnige Themen. Er hat sich dafür meist „undercover“ als Gegenstand (z. B. als Fußmatte) verkleidet. Seine Gäste lässt er nie ausreden.
- Mitten im Leben: Parodie auf die gleichnamige Pseudo-Doku-Soap: Der Fokus liegt immer auf dem 20-jährigen Dennis (Klempnow), einem solariumbraunen Tagedieb, der ausschließlich Kleidung von Ed Hardy trägt und den Tag an seiner Playstation verbringt. Er lebt gemeinsam mit seiner Freundin Larissa (Hill) bei seiner Großmutter Claudia (Nadolny). Alle drei sitzen meist rauchend vor dem Fernseher. Dennis steckt fast immer in irgendwelchen Schwierigkeiten, schwänzt die Berufsschule oder betrügt beim eBay-Kauf.
- Monk: Peter Nottmeier als Monk bringt durch seine Macken die Spurenermittler zur Verzweiflung.
- N24 News/Wetter: mit Martina Hill als Tatjana Ohm und Susanne Pätzold als Wetterfee Miriam Pede. Ohm macht beim Blick ins Studio vor der Sendung unpassende Dinge (z. B. föhnt sie sich die Haare), die teilweise in der Sendung wieder auftauchen, präsentiert unsinnige Nachrichten, spricht sehr schnell, atmet zischend ein und zeigt sehr auffällig ihre Oberweite. Pede bemerkt am Anfang nicht, dass sie bereits auf Sendung ist und präsentiert wenig sinnvolle Wettervorhersagen. Die Laufbänder mit Nachrichten und Börsenkursen enthalten ebenfalls Parodien. Ohm beendet die Nachrichten immer mit einem Programmhinweis auf eine Dokumentation und mit den Worten: „Und keine Sorge, falls Sie was nicht mitbekommen haben, ich sage das Ganze hier heute noch 23 Mal.“
- Niedrig und Kuhnt – Kommissare ermitteln: Müller als Bernie Kuhnt und Hill als Conny Niedrig. Parodiert hierbei werden die schlechten schauspielerischen Leistungen der Laiendarsteller im Original.
- Nostradamus TV: Anspielung auf n-tv mit Hoëcker als Nostradamus. Wie in einer Nachrichtensendung sagt Nostradamus die Zukunft voraus.
- Obersalzberg: Parodie von Stromberg mit Michael Kessler als Adolf Hitler. Des Weiteren werden unter anderem die Stromberg-Rollen Tanja (Hill), Ernie (Giermann), Ulf (Hoëcker) und Erika (Nadolny) parodiert. Außerdem tritt öfter Joseph Goebbels (Nottmeier) auf. In einigen früheren Folgen trat auch Müller als Claus Schenk Graf von Stauffenberg auf, der durch giftige Plätzchen oder eine Bombe in einer Aktentasche versuchte, Hitler umzubringen. Die Parodie endet am Ende der vierten Staffel mit dem verlorenen Weltkrieg der Deutschen, Hitler verlässt den Obersalzberg als Stromberg verkleidet. Seit der 6. Staffel werden die Charaktere für die Parodie Goodbye Großdeutschland verwendet, in der Adolf Hitler, Ernie und andere versuchen, in Argentinien ein Schnitzelrestaurant zu eröffnen.
- Paranormal Activity: Der Horrorfilm wird in den neueren Staffeln häufig parodiert. Im Gegensatz zum Original werden hier keine „Alptraummomente“ aufgeführt, sondern interessante, sinnlose oder humorvolle Szenarien (z. B. verprügelt die Frau ihren schlafenden Mann mitten in der Nacht mit einem Baseballschläger).
- Popstars: Es werden die Jurymitglieder von Popstars wie Detlef D! Soost (Giermann), Nina Hagen (Nadolny), Jane Comerford (Hill) und Dieter Falk (Kessler) parodiert.
- QVC: Hadiya Hohmann, gespielt von Mona Sharma, präsentiert mehr oder weniger sinnvolle Gegenstände (z. B. eine „Zungenperle“ als Schmuck oder ein Set zum Basteln von Kastanientieren) in Home-Shopping-Manier.
- Rach, der Restauranttester: mit Max Giermann als Christian Rach. Christian Rach besucht Lokale, die aus „unerfindlichen“ Gründen nicht gut laufen, beispielsweise einen Biergarten, in dem kein Bier serviert wird, oder ein französisches Restaurant, in dem selbst einfachste Gerichte ein Vermögen kosten. An Rach werden vor allem seine auffälligen Handbewegungen und seine Aussprache parodiert.
- Raus aus den Schulden: mit Peter Nottmeier als Peter Zwegat. Anders als bei der Parodie von Katharina Saalfrank trifft Peter Zwegat hier nicht auf Prominente (wenn man von der Leitung des Senders ARD absieht), sondern auf „arbeitslose Arbeitslose“, Zuhälter, Durchschnittsbürger mit erstaunlich hohen Schulden und seine Frau, die gar kein Schuldenproblem hat. Zu Beginn jedes Sketches kommt vom Sprecher die Aussage über Zwegats Motiv: „Peter Zwegat geht es nicht um den Profit; Peter Zwegat will einfach nur ins Fernsehen.“ Zu Beginn jeder Szene läuft als Hintergrundmusik You’re beautiful von James Blunt.
- RTL aktuell: mit Peter Kloeppel (Kessler), Reporterin Antonia Rados (Pätzold) und die für den Sport zuständige Ulrike von der Groeben (Nadolny), die in den früheren Folgen „leider zu Tisch“ ist. RTL aktuell berichtet meist zu Geschehnissen im fiktiven Land Lampukistan, aus dessen Hauptstadt Porada Ninfu (gekennzeichnet in einer Karte von Sachsen-Anhalt) sich Rados manchmal meldet, manchmal berichtet sie aber auch über Lampukistan aus Orten, die mit dem Geschehen in keinem Zusammenhang stehen, etwa aus Tuttlingen[14]. Des Weiteren leitet von der Groeben von der vorangegangenen Katastrophenmeldung mit den Worten „… ist/sind aber nichts im Vergleich zu …“ zu den Sportnachrichten über, woraufhin sie von Kloeppel mit den Worten: „Das stimmt. Wir kommen zum Wetter mit Christian Häckl.“ unterbrochen wird, was die Diskriminierung von Ulrike von der Groeben durch Peter Kloeppel herausstellen soll.
- RTL Formel 1: Hier berichtet Kai Ebel (Klempnow). Kai Ebel fällt durch seine modisch sehr auffällige Kleidung auf, die meistens auch zu eng ist, sodass sich Ebels Bauchansatz abzeichnet. Außerdem spricht Ebel sehr schlechtes Englisch, in das er auch deutsche Begriffe einbaut, wenn ihm der englische nicht einfällt (Beispiele: Buy something or sparet., Can you give me a little Aufmerksamkeit?). Ebel spricht zu Beginn des gezeigten Ausschnitts oft zufällig mit Personen über Themen, die mit dem Renngeschehen nichts zu tun haben, wie beispielsweise Haushaltserledigungen für Bernie Ecclestone, bevor ihm mitgeteilt wird, dass die Fernsehkameras laufen. Zum Ende des Ausschnitts gibt er „ab an Niki und Florian“. Auffällig ist, dass nur Kai Ebel, nicht aber Niki Lauda parodiert wird. Lauda wurde schon einmal von Hoëcker parodiert, jedoch nicht bei der Formel 1.
- RTL Punkt 12: Katja Burkard gespielt von Martina Hill. Dabei wird Burkards Zischlaut-Sprachfehler parodiert und Wendungen mit Zischlauthäufung werden verwendet, etwa „Im Soester Zoo wurden zwei süße Robbenbabys geboren“. Ebenso verwendet Hill zu Beginn meist Adjektive wie „süß“ im Zusammenhang mit Nachrichtenbildern, die oft Katastrophen oder Leichen von Menschen und Tieren zeigen.
- RTL Shop: Max Giermann parodiert dumm und hyperaktiv Walter Freiwald, der zusammen mit einer weiblichen Begleitung verschiedene, völlig überteuerte Produkte vorstellt, wie einen Werkzeugkasten für die Frau oder den spanischen Spezialitätenkorb „Cojones“. Dabei rücken die Produkte selber jedoch in den Hintergrund, da fast jeder seiner Kommentare sexuelle Anspielungen hat.
- Sat.1-Frühstücksfernsehen: Marlene Lufen (parodiert von Nadolny) interviewt Filmkritiker Hans-Ulrich Pönack (gespielt von Klempnow), kann sich aber immer wieder dessen mit Anzüglichkeiten gespickten Redeschwalls kaum erwehren.
- Schmeckt nicht, gibt’s nicht: Giermann als Tim Mälzer, der permanent schlecht gelaunt ist und auf Set-Aufnahmeleiterin (und seiner Freundin) Nina herumhackt. Er bezeichnet Nina (dargestellt von Nadolny) wiederkehrend als „olle Zippe“.
- sky Sport News HD: Susanne Pätzold parodiert die Sportnachrichtensprecherin Kate Abdo. Diese wird in Switch von der Regie den Zuschauern mit lustigen und (für Kate) peinlichen Bauchbinden vorgeführt (z. B. „Wen wir hier viel lieber gesehen hätten“ oder „Kates Spitzname in der Redaktion: Bleaching-Zahnfee“ aufgrund ihrer weißen Zähne)
- Solitary – Besieg dich selbst: mit Martina Hill als Moderatorin Sonya Kraus sowie als Stimme von Alice. Es werden diverse Prominente gezeigt, die bei Solitary antreten. Manche parodierte haben im Original tatsächlich bei Solitary mitgemacht (Martin Kesici).
- Sonnenschein.TV: eine Parodie auf den Urlaubssender Sonnenklar.TV mit Susanne Pätzold oder Bernhard Hoëcker als Moderatoren, die während des langsamen Fahrens der Kamera immer wieder dagegen ankämpfen müssen, nicht aus dem Bild zu verschwinden. Es werden fragwürdige Reiseangebote wie ein Urlaub in den Slums von Indien oder ein Hotel, in dem die Zeit des Nationalsozialismus glorifiziert wird, offeriert.
- Sportschau: Günter Netzer (Nottmeier) und Gerhard Delling (Müller) übertreffen sich geradezu mit „Komplimenten“, wobei Netzer stets zum absoluten Pessimismus neigt, während Delling beständig versucht, sich bei Netzer einzukratzen. Netzer sucht ständig nach Begriffen, scheitert aber an ihnen und entscheidet sich dann für ein Synonym des Begriffs.
- Stern TV: Michael Kessler parodiert Günther Jauch, der in völlig unpassenden Momenten auf seine Moderationskarten schaut (z. B. bei der Begrüßung, auf denen er den Namen der Sendung nachsieht), und präsentiert Reportagen, in der z. B. ein Arbeitsloser durch seine neue Arbeit vollkommen aus dem Alltag gerissen wird.
- Stoibers Nachtgedanken: Anspielung auf Kulenkampffs Nachtgedanken mit Kessler als Edmund Stoiber. Meistens beziehen sich die Nachtgedanken auf Stoibers Rede über den Transrapid. (Stichwort: 10 Minuten)
- Switch Park: Eine Parodie auf die Animationsserie South Park. Sie wird nicht mit echten Schauspielern gedreht, sondern mit Computeranimationen von Christian Rach, Cindy aus Marzahn, Dieter Bohlen, Thomas Gottschalk, Stefan Raab, Daniela Katzenberger und Günther Jauch.
- Tagesthemen: Hoëcker parodiert Tom Buhrow, der als „Milchbubi“, dessen virtuelles Toupet ständig verrutscht, dargestellt wird.
- talk talk talk: Martina Hill parodiert Sonya Kraus, indem sie einige Wörter sehr betont ausspricht und bei ihren verschiedenen Sitzpositionen tief blicken lässt. Meist redet sie völligen Unsinn.
- Toto & Harry: Michael Müller und Peter Nottmeier parodieren die Kommissare aus der bekannten Doku-Soap. Dabei werden sie zu Einsätzen gerufen, die im Polizeialltag häufig vorkommen (Bsp. Ruhestörung, Randale etc.). Anstatt den Fall zu lösen, geben sie dem Zuschauer lange Erklärungen ab, wie sie in einer solchen Situation vorgehen. In den Sketches kommt es aber auch zu für sie völlig unauffälligen Situationen, wie die Folterung eines Ehepaars in einem Spiel von Saw, was Toto und Harry für einen Ehestreit halten.
- ttt – titel, thesen, temperamente: Michael Müller philosophiert als Dieter Moor ab der 5. Staffel gegen Ende einer jeden Folge. Gegenstand seiner Überlegungen ist dabei stets der fiktive „Aktionskünstler“ Traugott Wemske.
- TV total: Max Giermann parodiert Stefan Raab, der mit Sätzen wie „Was war da denn los? Man weiß es nicht.“ oder „Sooo, meine Damen und Herren …“ zitiert wird und über dessen Witze meist keiner der Zuschauer lacht, und falls doch ein einziger Lacher zu hören ist, wird dieser mit einem „Psssst!“ sofort zur Stille ermahnt.
- Two and a Half Men: Müller als Charlie Harper und Nottmeier als Alan Harper, Jake wird nur im Intro parodiert, er trägt dort eine Maske. Charlie haut meistens frauenfeindliche Sprüche raus. Es gibt immer nur einen Sketch pro Folge, abgesehen von der zweiten Folge der fünften Staffel.
- Uli Hoeneß: In Anspielung auf dessen Hauptversammlungs-Ansprache zur Finanzierung des FC Bayern München parodiert Max Giermann Uli Hoeneß, der auf banale Fragen mit äußerster Gereiztheit antwortet.
- Um Himmels Willen: Pätzold, Nadolny und Behrends parodieren die Nonnen aus der ARD-Klosterserie. Martin Klempnow spielt den örtlichen Bürgermeister Wöller.
- Upps! Die Pannenshow: Martin Klempnow parodiert Dennie Klose; die meisten Pannen, die gezeigt werden, sind für kleinere Zuschauer denkbar ungeeignet. Auf Konservengelächter, die man beim Original hört, wird verzichtet.
- Verliebt in Aspik: Telenovela-Parodie auf Verliebt in Berlin mit Fleischwaren in Aspik als Protagonisten.
- Vermisst: Petra Nadolny parodiert Julia Leischik auf der Suche nach verschollenen Mitmenschen. Leischik hat dabei immer einen sehr wippenden Gang oder achtet nicht auf Hindernisse und begrüßt die Zuschauer stets mit: „Herzlich willkommen bei Vermisst. Nicht erschrecken, ich bin Julia Leischik.“
- Volksfest der Volksmusik: mit Kessler als Florian Silbereisen, der sich dabei meist aus Ostdeutschland, etwa aus Chemnitz, meldet. Er fällt besonders durch diskriminierende (oft ausländer- oder behindertenfeindliche) Aussagen sowie die inflationäre Verwendung des Wortes „Hey!“ auf. Kessler betont zudem besonders oft, dass die Sendung eigentlich nur von alten Frauen gesehen wird, beleidigt sein Saalpublikum und erzählt Witze, über die aber nur er selbst lacht. Des Weiteren treten in der Sendung immer dieselben Musiker auf (jedoch unter unterschiedlichen Namen, die oft sexuell anstößig sind, z. B. Seidlheimer Sodomisten), die diverse körperliche und geistige Behinderungen als Folge von Inzucht aufweisen. Sie singen jedes Mal bayerische, fast identische Texte zu stets derselben Melodie.
- Volle Kanne: Max Giermann parodiert Ingo Nommsen. Dieser fällt durch ständiges Grinsen und Fröhlichsein auf. Es wird auch immer auf das Alter der ZDF-Zuschauer angespielt, wenn Volle Kanne seine Zuschauer in „[ihren] vielleicht ja […] letzten, Vormittag“ schickt oder Nommsen sagt: „Da haben Sie ja wieder Glück gehabt, dass ihr Altenpfleger sie rechtzeitig ins Gemeinschaftszimmer ihres Altenheimes geschoben hat.“ Daneben werden der stets schlecht gelaunte Gärtner Elmar Mai (Hoëcker), der nie weiß, welches Thema er präsentiert, aber immer spontan den Zuschauern etwas zeigt, und der Koch Armin Roßmeier parodiert, der durch sein fränkisch gerolltes „R“ heraussticht. Er begrüßt Nommsen nie mit seinem richtigen Namen, sondern sagt: „Grüß dich, Mongo!“ oder „Grüß dich, Dingo!“.
- Wer wird Millionär?: Michael Kessler parodiert Günther Jauch. Es handelt sich bei seinen Gästen immer um Prominente, wie den Dalai Lama, der Jauch mit seinen auf die 100-Euro-Frage bezogenen Sprichwörtern zur Verzweiflung bringt. Die erste Frage im Fragebaum hat einen Wert von 100 Euro (nicht wie im Original 50 Euro). In einer anderen Sendung sitzt eine 9-Live-Moderatorin auf dem heißen Stuhl, die ihren Kollegen Jürgen Milski anruft, so dass sie sich letztlich gegenseitig Fragen stellen und ihr Gegenüber nicht verstehen.
- Wetten, dass..?: Hoëcker parodiert Thomas Gottschalk. Dieser fällt durch seine stockende Sprechweise, wiederkehrenden Sprichworten in unpassenden Momenten („Und jetzt…aufgepasst!“, „Obacht!“), ständigen Versprechern („Sabine…Christine Neubauer“) sowie seiner Selbstverliebtheit auf. Manche Gäste kommen auch in anderen Parodien vor, beispielsweise Carmen und Robert Geiss oder Andrea Berg. Andere, wie Marcel Reich-Ranicki und Peter Jackson (gespielt von Müller), Atze Schröder (Nottmeier) oder Til Schweiger (Giermann) treten ausschließlich bei Wetten, dass..? auf. Nach dem Moderatorenwechsel von Gottschalk zu Markus Lanz parodiert Max Giermann den neuen Moderator.
- Wissen macht Ah!: Hoecker als Ralph Caspers und Pätzold als Shary Reeves parodieren die Kinder-Wissenssendung, wobei vor allem Sharys gelegentlich irritierte oder genervte Reaktionen auf Ralphs Verhalten und Moderationsstil persifliert werden. Als Kulisse dient das Original-Studio der Sendung.
- Wissen vor acht: Kessler parodiert hier Ranga Yogeshwar. Er läuft jedes Mal durch eine alte, verlassene Fabrik und erklärt einige Dinge so, dass der Zuschauer keinen Nutzen davon hat. Im Intro steht Yogeshwar (wie auch im Original) vor einer Uhr, mit der in jeder Folge etwas anderes passiert. So fallen z. B. die Zeiger ab oder er steht vor einer Uhr mit Hieroglyphen, wie sie in der Fernsehserie „Lost“ vorkommt.
- WOW! (GIGA): Parodie auf das World-of-Warcraft-Magazin, das auf GIGA lief. Max Giermann und Michael Kessler parodieren Florian Kamolz und Philipp Senkbeil. Die beiden Moderatoren werden als typische „Computer-Freaks“ dargestellt, was durch ihre Verhaltensweise wie eine ausgeprägte Gamer-Sprache bemerkbar wird.
- Zimmer frei!: Susanne Pätzold und Michael Kessler begrüßen als Christine Westermann und Götz Alsmann verschiedene Gäste wie Daniela Katzenberger und spielen verschiedene Spiele wie das „Zimmer-frei!-Bilderrätsel“.
- Zwei bei Kallwass: Susanne Pätzold löst als Angelika Kallwass Beziehungskonflikte beispielsweise zwischen Mario Barth (Giermann) und seiner Freundin Tina (Hill) oder Jim Knopf (Hoëcker) und Lukas dem Lokomotivführer (Müller).

## Besonderheiten
- Mehrere Male sind Parodisten auf die originalen Persönlichkeiten getroffen: Nach einigen Auftritten in Switch reloaded als Stefan Raab durfte Max Giermann Stefan Raab auch einmal in dessen Show TV total etwa fünf Minuten lang parodieren. Am 13. Dezember 2007 standen Michael Kessler und Florian Silbereisen als Gäste bei Johannes B. Kerner im ZDF gemeinsam vor der Kamera. In der Jubiläumssendung von Wer wird Millionär? am 25. September 2009 wurde in einem Einspieler Michael Kessler als Günther Jauch parodierend gezeigt. Schließlich traf in der „Wetten, dass..?“-Sendung vom 23. Januar 2010 Martina Hill auf Heidi Klum. In einer Folge Die große Show der Naturwunder mit Frank Elstner und Ranga Yogeshwar aus dem Jahr 2010 war Michael Kessler zu Gast und es wurde ein Ausschnitt aus Switch Reloaded gezeigt, wo Kessler Yogeshwar in Wissen vor 8 parodiert. Außerdem begrüßte Max Giermann einige der parodierten Prominenten in seiner Sendung Granaten wie wir, so parodierte er Kai Pflaume, den er in der gleichen Folge bei sich zu Gast hatte. Auch Tim Mälzer und Hugo Egon Balder trafen dort auf ihre jeweiligen Alter Egos.
- Die Parodie auf Joachim Bublath wurde erstmals ausgestrahlt, nachdem die Sendung gleichen Namens bereits eingestellt worden war.
- Beim Deutschen Comedypreis 2008 überraschte Max Giermann – Stefan Raab parodierend – das Publikum als Laudator. Moderator Dieter Nuhr hatte ihn zuvor als Stefan Raab angekündigt. 2009 wiederholte Giermann dies als Karl Lagerfeld, jedoch sagte ihn Nuhr dieses Mal als Giermann selbst an. Außerdem war Giermann in seiner Lagerfeld-Rolle auch in der Oliver Pocher Show zu Gast. 2010 erschien Giermann, einen Sack mit Fragezeichen auf dem Kopf tragend, zunächst als er selbst auf der Bühne, kämpfte dann aber mit seiner zweiten Persönlichkeit Stefan Raab darum, wer zum Publikum sprechen sollte. Raab setzte sich durch und nannte als Gewinner des Preises „Schlag den Raab“, was Matthias Opdenhövel, der von Raab auf die Bühne gerufen wurde, korrigierte.
- Manche Personen, die auch schon bei Switch parodiert wurden, werden bei Switch reloaded von anderen Darstellern parodiert. Zum einen ist dies der Fall bei Personen, die von nicht mehr aktiven Mitarbeitern parodiert wurden (z. B. Parodie von Katja Burkard durch Annette Frier). In anderen Fällen (z. B. Johannes B. Kerner – erst von Müller, dann von Nottmeier parodiert, Frauke Ludowig – früher Nadolny, dann Behrends, dann wieder Nadolny, oder Oliver Kahn – früher Nottmeier, dann Giermann) ist der Grund nicht bekannt.
- Am 31. März 2009 (Staffel 4) wurde erstmals ein Teammitglied von Switch reloaded parodiert. Hier handelte es sich um eine Parodie der Sendung Genial daneben, in der Hoëcker Stammgast war. Er wurde von Peter Nottmeier parodiert. Dabei saß der richtige Hoëcker als Thomas Gottschalk direkt neben Nottmeier. Erwähnenswert ist außerdem, dass Hella von Sinnen, ebenfalls Stammgast dieser Sendung, nicht parodiert, sondern durch Comedienne Cindy aus Marzahn ersetzt wurde.
- In einer Sendung anlässlich des fünfzigsten Geburtstages von Hella von Sinnen parodierte Max Giermann Showmaster Hugo Egon Balder, woraufhin Gast Barbara Schöneberger fragte, ob Balder demnächst auch bei Switch reloaded parodiert werde, was Moderator Dirk Bach mit der Behauptung beantwortete, dass dies eine einmalige Aktion sei. Bei der Fernsehausstrahlung dieser Show war Balder allerdings schon einmal (wobei es nicht belassen wurde) in einer Folge von Switch reloaded parodiert worden.
- In einer Parodie auf Galileo Mystery vom 21. April 2009 durchbricht der Sketch die vierte Wand. Nachdem sich Sibel Balta (Hill), Jochen Voit (Kessler) und Aiman Abdallah (Hoëcker) fragen, warum sie von Kameras gefilmt werden, greift der Regisseur (gespielt von Michael Müller) ein, redet die Darsteller mit ihren echten Namen an und bricht den Sketch letztendlich mit den Worten „Hoëcker, Sie sind raus!“ ab. Danach fällt Hoëcker aus seiner Rolle und fragt mit seiner normalen Stimme „Och, wieso das denn?“ Dies ist wiederum eine Parodie auf den Vorgänger Switch – TV gnadenlos parodiert.
- In der Sendung vom 28. April 2009 wurde Jürgen Klinsmann von Michael Kessler als entlassener Trainer des FC Bayern München parodiert, nachdem er am Tag zuvor (27. April 2009) wirklich von seinen Aufgaben beim FC Bayern beurlaubt worden war. Auch Interimstrainer Jupp Heynckes wird erwähnt.
- Am 13. Juli 2010 wurde eine Parodie von Galileo Big Picture(s) (mit Hoëcker als Aiman Abdallah) ausgestrahlt, in der bisher unveröffentlichte Bilder und Videos vom RTL-Dschungelcamp 2010 gezeigt wurden. Teilnehmer des Camps waren (in ausgeschiedener Reihenfolge) Günther Jauch (Kessler), Lena Meyer-Landrut (Hill), Elke Heidenreich (Nadolny), Karl Lagerfeld (Giermann) und Peter Zwegat (Nottmeier). Außerdem war bei den Kommentaren Giermann als Stefan Raab zu sehen. Die Moderatoren Sonja Zietlow und Dirk Bach wurden von Pätzold und Hoëcker parodiert. Außerdem wurde aus Lenas Song Satellite Like A Toilet Fly (Raab, Oh Raab).
- Am 20. Juli 2010 hat der Komiker Max Giermann sich selbst in der Einleitung gespielt. Dort wollte er beim Supertalent Dieter Bohlen imitieren und wurde dann von Bohlen (ebenfalls gespielt von Giermann) bewertet. Dies war schon einmal der Fall, als Toto und Harry Max Giermann im Einspieler verhaften wollten, weil er sich als Stefan Raab ausgab.
- Am 10. August 2010 wurde erstmals Niedrig und Kuhnt parodiert. Die Szene spielte am Originalset der Serie und der echte Bernie Kuhnt diente in der Parodie als Leiche. In der Folgewoche wurde die Serie erneut parodiert, dabei stellte Conny Niedrig das Mordopfer dar.
- Am 21. September 2010 wurden erstmals Hans-Ulrich Pönack (Klempnow) und Marlene Lufen (Nadolny) parodiert. Am darauf folgenden Morgen wurde diese Parodie im Sat.1-Frühstücksfernsehen den echten Moderatoren live vorgespielt. Diese Szenen wurden am gleichen Tag auch noch einmal im Sat.1-Magazin gezeigt. Die Parodierten fanden den Sketch sehr lustig und empfahlen dabei gleich die nächste Folge am darauf folgenden Dienstag.
- Am 25. September und 2. Oktober 2010 wurden zusätzlich zum Sendetermin am Dienstag auch noch samstags gegen 22.15 Uhr zwei neue Folgen der fünften Staffel gezeigt, anschließend sendete ProSieben Best-ofs vergangener Staffeln.
- Bei der Preisverleihung des deutschen Comedypreises 2010 trat Martina Hill in ihrer Rolle als Daniela Katzenberger als Laudatorin auf. Moderator Dieter Nuhr sagte sie auch als Katzenberger an.
- In der 10. Folge der fünften Staffel stellen Nottmeier und Müller in einer Parodie von Alarm für Cobra 11 fest, dass sie nicht Toto und Harry sind, jedoch parodieren die Schauspieler alle vier Polizisten.
- Beim RTL-Jahresrückblick Menschen, Bilder, Emotionen 2010, der am 5. Dezember ausgestrahlt wurde, erwähnte Daniela Katzenberger im Interview mit Günther Jauch die Parodie von Switch reloaded, wo beide in derselben Konstellation vor der Kamera standen.
- Seit September 2011 produziert der Radiosender 1 Live die Comedy-Serie Dennis ruft an mit fast täglich erscheinenden Folgen, in denen Dennis aus den Mitten-im-Leben-Sketchen beim Radiosender anruft. Dabei werden unter anderem auch aktuelle Themen angesprochen, allerdings immer aus der Sichtweise von Dennis.[15]
- Seit der sechsten Staffel werden die Darsteller nicht mehr im Vorspann gezeigt.
- Am Ende des Wetten, dass..?-Specials hatte der echte Markus Lanz einen Cameo-Auftritt.
- Während der Wetten dass..?-Sendung vom 6. Oktober 2012 moderierte Michael Kessler als Günther Jauch die Außenwette.
- In der Wer wird Millionär?-Sendung vom 23. November 2012 moderierte Michael Kessler als Günther Jauch teilweise die Sendung. Sein Kandidat war „der echte“ Günther Jauch. Außerdem war Bernhard Hoëcker als Thomas Gottschalk zu Gast.
- In der ARD-Brennpunkt-Parodie zum Thema Muffi hat Hunger mit Michael Müller als Ulrich Deppendorf wird die oft bei Switch erwähnte Stadt Lemgo als Ort des Geschehens verwendet.
- Im Finale der 14. Staffel von Germany’s Next Topmodel 2019 gab sich Martina Hill, die in den Sketchen mehrmals Heidi Klum parodierte, als eben diese aus. Danach folgte eine gespielte Szene von Hill und Klum, bei der sie sich stritten, wer die echte Heidi Klum ist.

## Parodierte Persönlichkeiten
Sortiert nach dem ersten Erscheinen in der Serie
| Schauspieler       | Rollen |
| ------------------ | --- |
| Bernhard Hoëcker   | Ab Staffel 1: Roger Whittaker, Frank Elstner, Nostradamus, Axel Schulz, Thomas Gottschalk, 50 Cent, Ottfried Fischer, William M. Bass Ab Staffel 2: Cheyenne Lacroix, Tendzin Gyatsho, Bruce Darnell, Aiman Abdallah, Niki Lauda Ab Staffel 3: Tom Buhrow, Oliver Wnuk, Joachim Bublath, Jesse Spencer, Jorge Garcia, Tim Curry Ab Staffel 4: Elmar Mai, Juri Tetzlaff, Peter Ludolf, Michael Förster, Stephan Bieker Ab Dschungel-Spezial: Dirk Bach Ab Staffel 5: Alex Kara, Martin Kesici Ab Jahresrückblick 2010: Sebastian Vettel Ab Staffel 6: Harald Lesch, Guido Knopp, Wulf Schmiese, Ralph Caspers, Martin Freeman |
| Constanze Behrends | Ab Staffel 4: Milena Dreißig, Lucy Lawless Ab Staffel 5: Emanuela von Frankenberg |
| Martin Klempnow    | Ab Staffel 5: Fritz Wepper, Hans-Ulrich Pönack, Martin Rütter, Menowin Fröhlich, Det Müller, Kai Ebel Ab Staffel 6: Axel Prahl, Robert Geiss, Henning Baum, Dennie Klose, Dieter Tappert, Monty Arnold, Torgen Schneider, Lutz Schweigel |
| Martina Hill       | Ab Staffel 1: Jennifer Morrison, Gülcan Kamps, Gundula Gause, Katerina Jacob, Bitty Schram, Anne Will, Alida Kurras, Marilyn Monroe, Britta Becker, Sandra Corzilius, Paris Hilton, Simone Thomalla, Angela Merkel Ab Staffel 2: Katja Burkard, Diana Staehly, Bill Kaulitz, Emily Procter, Heidi Klum, Britney Spears, Sibel Balta, Constanze Rick Ab Staffel 3: Anja Kohl, Jane Comerford, Anke Engelke, Mia-Sophie Wellenbrink, Anna Heesch, Evangeline Lilly Jahresrückblick 2008: Amy Winehouse, Charlotte Roche Ab Staffel 4: Lorielle London, Sonya Kraus, Sylvie Meis, Cornelia Niedrig Ab Dschungel-Spezial: Lena Meyer-Landrut Ab Staffel 5: Daniela Katzenberger, Emily Deschanel, Ina Müller, Kristen Stewart, Claudia Urbschat-Mingues, Nazan Eckes Ab Staffel 6: Carmen Geiss, Tatjana Ohm, Renate Künast, Ilka Bessin |
| Max Giermann       | Ab Staffel 1: Tim Mälzer, Stefan Gödde, Oliver Geissen, Reinhold Beckmann, Dieter Bohlen, Adam Rodriguez, Wladimir Klitschko, Osama bin Laden, Jason Gray-Stanford, Sebastian Jäger, Sven Martinek, Oliver Petszokat, Mario Barth Ab Staffel 2: Bjarne Ingmar Mädel, Alexander Klaws, Xavier Naidoo, Joachim Löw, Sido, Detlef D! Soost Ab Staffel 3: Kai Pflaume, Johann Lafer, Stefan Raab, Walter Freiwald, Michael Ballack, Florian Kamolz Ab Jahresrückblick 2008: Harald Schmidt, Oliver Kahn Ab Staffel 4: Uli Hoeneß, Hugo Egon Balder, Ingo Nommsen, Dirk Ostermann, Anthony Hopkins, Christian Rach, Max Giermann, Mathis Landwehr, Markus Lanz Ab Dschungel-Spezial: Karl Lagerfeld Ab Staffel 5: David Boreanaz, Guido Westerwelle, Jorge González, Daniel Hartwich Ab Staffel 6: Jan Josef Liefers, Daniel Kreibich, Brigitte Nielsen, Dieter Nuhr, Joko Winterscheidt, Klaas Heufer-Umlauf, Simon Baker, Andy Serkis |
| Michael Kessler    | Ab Staffel 1: Florian Silbereisen, Peter Kloeppel, Günther Jauch, David Caruso, Thomas Hackenberg, Jürgen Klinsmann, Guido Cantz Ab Staffel 2: Adolf Hitler, Christoph Maria Herbst, Edmund Stoiber, Mahmud Ahmadinedschad, Jochen Voit Ab Staffel 3: Horst Lichter, Dieter Falk, Frank Plasberg, Philipp Senkbeil Ab Jahresrückblick 2008: Oliver Pocher Ab Staffel 4: Ranga Yogeshwar, Armin Roßmeier, Timo Schulz, Vincent Raven, Karl Merkatz Ab Staffel 5: Götz Alsmann Ab Staffel 6: Bülent Ceylan, Falko Ochsenknecht, Rea Garvey, Ian McKellen |
| Michael Müller     | Ab Staffel 1: Gerhard Delling, Hugh Laurie, Max von Sydow, Thomas M. Stein, Claus Kleber, Robbie Williams, René Steinke, Alexander Hold, Ted Levine, Thomas Kausch, Dietmar Bär, Gedeon Burkhard, Marlon Brando, Günter Grass Ab Staffel 2: David Hasselhoff, Joey Tempest, Frank-Walter Steinmeier, Michael Requardt, DJ Ötzi Ab Staffel 3: Kalle Schwensen, Jürgen Milski, Robert Englund, Matthew Fox, Pete Doherty, Sylvester Stallone, Kiefer Sutherland, Oliver Hardy, Bela Lugosi, Michael Steinbrecher, Claus Schenk Graf von Stauffenberg Ab Jahresrückblick 2008: Marcel Reich-Ranicki Ab Staffel 4: Horst-Günter Ludolf, Jan Becker, Thomas Sonnenburg, Thomas Weinkauf, Peter Bond, Bernhard Kuhnt, Rolf Scheider Ab Dschungel-Spezial: Bob McCarron Ab Staffel 5: Charlie Sheen, Kristian Schuller, Dieter Moor, Ulrich Deppendorf, Tom Beck Ab Jahresrückblick 2010: Karl-Theodor zu Guttenberg Ab Staffel 6: Christian Ehrig, Thomas Hayo, Patrick Dempsey, Rudi Cerne, Micah Sloat, Robert Lohr, Fernando Jose della Vega, Hoss Power, Dennis Karl Ab Wetten, dass..?-Spezial: Peter Jackson |
| Mona Sharma        | Ab Staffel 1: Hadiya Hohmann, Linda Blair, Khandi Alexander, Janine Kunze, Indira Weis Ab Staffel 2: Hana Nitsche, Condoleezza Rice, Tatjana Gsell |
| Peter Nottmeier    | Ab Staffel 1: Günter Netzer, Lance Armstrong, Omar Epps, Jesus von Nazareth, Erdoğan Atalay, Vitali Klitschko, Jürgen Milski, Tony Shalhoub, Johannes B. Kerner, Thomas Hermanns, Uli Klose, Klaus J. Behrendt, Josef Ratzinger, Ingo Lenßen, Rudi Assauer, Klaus Kinski, Werner Schulze-Erdel, Wigald Boning, Jürgen Domian, Georg Uecker Ab Staffel 2: Peter Zwegat, Joseph Goebbels, Jörg Kachelmann, Ulrich Meyer, F. R. David, Joachim Llambi Ab Staffel 3: Atze Schröder, Terry O’Quinn, Gregor Gysi, Harrison Ford, Graham McTavish, Stan Laurel, Oliver Petszokat, Robin Paul Weijers, Anthony Hopkins Ab Staffel 4: Schäfer Heinrich, Torsten Heim, Uri Geller, Florian Flesch, Bernhard Hoëcker, Axel Ruth, Jan Hahn, Peyman Amin, Matthias Opdenhövel Ab Staffel 5: Jon Cryer, Qualid Ladraa, Robert Pattinson Ab Staffel 6: Konny Reimann, Thomas Rath, Maximilian Grill, Kevin McKidd, Marko Bagic, Boss Burns, Horst Fuchs |
| Petra Nadolny      | Ab Staffel 1: Maria Hellwig, Nina Heik, Marika Rökk, Ursula von der Leyen, Ruth Drexel, Nina Hagen, Claudia Ludwig, Désirée Nick, Barbara Eligmann Ab Staffel 2: Martina Eitner-Acheampong, Barbara Meier, Elke Heidenreich, Frauke Ludowig, Alice Schwarzer Ab Staffel 3: Julia Leischik, Ulrike von der Groeben Ab Staffel 4: Sibylle Weischenberg, Lisa Edelstein, Ramona Kunze-Libnow Ab Staffel 5: Ulla Kock am Brink, Marlene Lufen, Katrin Müller-Hohenstein, Karin Gregorek Ab Staffel 6: Sandra Oh, Franziska Rubin, Mechthild Großmann, Emily Whigham, Sabina Classen |
| Susanne Pätzold    | Ab Staffel 1: Antonia Rados, Birgit Fußhöller, Annemarie Carpendale, Nena, Katharina Saalfrank, Veronica Ferres, Sonja Zietlow, Nicole Richie, Angelika Kallwass, Tine Wittler Ab Staffel 2: Charlotte Würdig, Anni Wendler, Andrea Kiewel Ab Staffel 3: Birgit Schrowange, Inka Bause, Caren Miosga, Christine Neubauer Ab Jahresrückblick 2008: Verona Pooth Ab Staffel 4: Vera Int-Veen, Ilka Bessin Ab Staffel 5: Janina Hartwig, Christine Westermann Ab Jahresrückblick 2010: Marietta Slomka Ab Staffel 6: Iris Klein, Ellen Pompeo, Manuela Reimann, Katie Featherston, Christine Urspruch, Andrea Berg, Kate Abdo, Shary Reeves, Miriam Pede, Pia Tillmann, Robin Tunney |

## Reaktionen der Parodierten
Viele parodierte Prominente nehmen ihre Parodie mit Humor auf und finden sie gut gelungen. Dazu zählen unter anderen Stefan Raab, der Max Giermann in seiner Parodie sogar in seine Sendung einlud. Auch Hugo Egon Balder und Tim Mälzer tragen ihre Parodie mit Humor.
Sonya Kraus, Katja Burkard und Daniela Katzenberger  haben sich ebenfalls positiv zu ihrer Parodie von Martina Hill geäußert, Daniela Katzenberger sogar in ihrer Sendung Natürlich Blond. Heidi Klum, ebenfalls von Hill parodiert, hat Gefallen an ihrer Parodie, wie sie bei Wetten, dass..? zugab. Gute Kritiken gab es für Michael Kessler ebenfalls von seinen Paraderollen Florian Silbereisen, Ranga Yogeshwar  und Günther Jauch. Peter Kloeppel sieht sich mittelmäßig gut parodiert. Auch die Ludolfs nehmen ihre Parodie mit Humor und haben Gefallen an dieser. Emily Whigham und Marko Bagic von AppsNight verkündeten auf Facebook, dass sie geehrt seien, von Switch parodiert zu werden.
Es gibt allerdings auch negative Reaktionen der Prominenten. So hat Katharina Saalfrank ihre switch-Parodie durch Susanne Pätzold nicht gefallen, sie sehe sich durch Anke Engelke bei Gestus und Sprache „sehr genau auf den Punkt“ parodiert.

## Staffel-Übersicht
- 1. Staffel: 12 Folgen (10 reguläre, 2 Best-of)
- 2. Staffel: 12 Folgen (10 reguläre, 2 Best-of)
- 3. Staffel: 19 Folgen (15 reguläre, 3 Best-of, ein Jahresrückblick 2008)
- 4. Staffel: 20 Folgen (15 reguläre, 3 Best-of, ein Jahresrückblick 2009, 1 Dschungel-Spezial)
- 5. Staffel: 17 Folgen (15 reguläre, 1 Best-of, ein Jahresrückblick 2010)
- 6. Staffel: 22 Folgen (18 reguläre, Wetten, dass..?-Spezial, ZDF-History-Spezial, 2 Best-of)

Anmerkung
- 1. Staffel: Die beiden Best-of-Folgen der 1. Staffel wurden bei der Erstausstrahlung als 45-minütiger Zusammenschnitt gesendet, der auch auf der DVD enthalten ist.
- 2. Staffel: Die beiden Best-of-Folgen der 2. Staffel sind wieder als 45-minütiger Zusammenschnitt auf der DVD enthalten. Dabei fehlen der Outtake am Ende des ersten Teils und die Eröffnungssequenz des zweiten Teils.
- 3. Staffel: Die 3 Best-of-Folgen (als 70-minütiger Zusammenschnitt) der 3. Staffel sind nicht auf der DVD-Box zur 3. Staffel, sondern gemeinsam mit den Best-of-Folgen der 1. und 2. Staffel, dem Jahresrückblick 2008 und der 1. Folge der 4. Staffel auf der im Mai 2009 erschienenen DVD "The Best Of The Best" enthalten.
- 4. Staffel: Die 4. Staffel wurde von ProSieben in zwei Teilen ausgestrahlt. So liefen die Folgen 1 bis 7 (+ 1 Best-of) im Frühjahr 2009, die Folgen 8 bis 15 und das Dschungel-Spezial erst im Sommer 2010. Die DVD zur Staffel erschien außerdem bereits vor Ende der Ausstrahlung.

## Deutsche DVDs
| Name                      | Veröffentlichung   | Kurzinformationen | Staffel                             | FSK          |
| ------------------------- | ------------------ | --- | ----------------------------------- | ------------ |
| Vol. 1                    | 21. Mai 2007       | Das 2-Disc-Set besteht aus 2 DVDs mit der kompletten 1. Staffel von Switch reloaded | 1                                   | ab 12 Jahren |
| Vol. 2                    | 4. Februar 2008    | Das 2-Disc-Set besteht aus 2 DVDs mit der kompletten 2. Staffel von Switch reloaded | 2                                   | ab 12 Jahren |
| Vol. 3                    | 1. Dezember 2008   | Das 3-Disc-Set besteht aus 3 DVDs mit der kompletten 3. Staffel von Switch reloaded | 3                                   | ab 12 Jahren |
| Best of the Best (Vol. 1) | 4. Mai 2009        | Das Set besteht aus den beiden 45-minütigen Best-ofs der 1. und 2. Staffel, dem 70-minütigen Best-of der 3. Staffel, dem Jahresrückblick 2008 und der ersten Folge der 4. Staffel von Switch reloaded |                                     | ab 12 Jahren |
| Vol. 4                    | 20. August 2010    | Das 3-Disc-Set besteht aus 3 DVDs mit der kompletten 4. Staffel von Switch reloaded + den Jahresrückblicken 2008 und 2009 und dem Dschungel-Spezial                                                   | 4                                   | ab 12 Jahren |
| Vol. 5.1                  | 17. Dezember 2010  | Die DVD enthält die ersten 8 Folgen der 5. Staffel. | 5                                   | ab 12 Jahren |
| Vol. 5.2                  | 13. Mai 2011       | Die DVD enthält die restlichen 7 Folgen der 5. Staffel, sowie den Jahresrückblick 2010. | 5                                   | ab 12 Jahren |
| Vol. 5                    | 13. Mai 2011       | Das 2-Disc-Set besteht aus 2 DVDs mit der kompletten 5. Staffel von Switch reloaded und dem Jahresrückblick 2010.                                                                                     | 5                                   | ab 12 Jahren |
| Die volle Ladung          | 18. November 2011  | Das 12-Disc-Set besteht aus 12 DVDs mit allen Folgen der Staffeln 1–5 von Switch reloaded. | 1–5                                 | ab 12 Jahren |
| Vol. 6                    | 15. Februar 2013   | Das 3-Disc-Set besteht aus 3 DVDs mit der kompletten 6. Staffel von Switch reloaded + das "Wetten dass-Spezial" und das "History-Spezial".                                                            | 6                                   | ab 16 Jahren |
| Die komplette Ladung!     | 6. Dezember 2013   | Das 14-Disc-Set besteht aus 14 DVDs mit allen Folgen der Staffeln 1–6 von Switch reloaded. | 1–6                                 | ab 16 Jahren |
| Megabox                   | 26. September 2014 | Das 26-Disc-Set besteht aus 26 DVDs mit allen Folgen Switch und Switch reloaded. | 1–4 (Switch), 1–6 (Switch reloaded) | ab 16 Jahren |

## Einschaltquoten

### Staffel 1
Die Premierenfolge wurde am 5. März 2007 ab 22:15 Uhr gesendet.
| Datum          | Zuschauer | Zuschauer       | Marktanteil | Marktanteil     | Quelle |
| Datum          | Gesamt    | 14 bis 49 Jahre | Gesamt      | 14 bis 49 Jahre | Quelle |
| -------------- | --------- | --------------- | ----------- | --------------- | ------ |
| 5. März 2007   | 1,49 Mio. | 1,19 Mio.       | 6,0 %       | 11,4 %          | [ 24 ] |
| 12. März 2007  | 1,29 Mio. | –               | 5,7 %       | 10,8 %          | [ 25 ] |
| 19. März 2007  | 1,69 Mio. | 1,48 Mio.       | 8,1 %       | 16,1 %          | [ 26 ] |
| 26. März 2007  | 1,36 Mio. | –               | –           | 10,8 %          | [ 27 ] |
| 2. April 2007  | 1,56 Mio. | –               | 7,0 %       | 12,9 %          | [ 28 ] |
| 16. April 2007 | –         | –               | –           | 10,6 %          | [ 29 ] |
| 23. April 2007 | 1,21 Mio. | –               | –           | 9,7 %           | [ 30 ] |

### Staffel 2
Im Mai 2007 wurde bekannt gegeben, dass es eine weitere Staffel Switch Reloaded ausgestrahlt wird.
| Datum                      | Zuschauer | Zuschauer       | Marktanteil | Marktanteil     | Quelle |
| Datum                      | Gesamt    | 14 bis 49 Jahre | Gesamt      | 14 bis 49 Jahre | Quelle |
| -------------------------- | --------- | --------------- | ----------- | --------------- | ------ |
| 6. November 2007           | 1,32 Mio. | 1,06 Mio.       | 5,4 %       | 9,7 %           | [ 32 ] |
| 20. November 2007          | –         | –               | –           | 10,3 %          | [ 33 ] |
| 4. Dezember 2007           | 1,52 Mio. | 1,22 Mio.       | –           | –               | [ 34 ] |
| 11. Dezember 2007          | 1,56 Mio. | 1,27 Mio.       | 7,0 %       | 13,5 %          | [ 35 ] |
| 15. Januar 2008            | –         | –               | –           | 11,1 %          | [ 36 ] |
| 5. Februar 2008            | 1,36 Mio. | –               | –           | 14,2 %          | [ 37 ] |
| 19. Februar 2008 (Best Of) | –         | –               | –           | 13,8 %          | [ 38 ] |

Die bisher höchste Quote erzielte im Jahr 2010 die erste ausgestrahlte Folge der vierten Staffel. In der Zielgruppe der 14- bis 49-Jährigen erreichte die Sendung 1,6 Millionen Zuschauer und damit einen Marktanteil von 18,2 Prozent.

## Auszeichnungen
- 2007: Deutscher Comedypreis als Beste Sketch-Show
- 2008: Deutscher Fernsehpreis als Beste Comedy
- 2008: Deutscher Comedypreis als Beste Sketchcomedy
- 2008: Nominierung für den Adolf-Grimme-Preis in der Kategorie Unterhaltung
- 2008: Deutscher Comedypreis für Michael Kessler als Bester Schauspieler
- 2009: Nominierung für den Adolf-Grimme-Preis in der Kategorie Unterhaltung
- 2009: Romy als Spezialpreis der Jury
- 2009: Deutscher Comedypreis für Max Giermann als Bester Schauspieler
- 2009: Deutscher Comedypreis für Martina Hill als Beste Schauspielerin
- 2011: Nominierung für den Grimme-Preis in der Kategorie Unterhaltung (für das Dschungel-Special)
- 2011: Switch Reloaded Vol. 1 (DE: Gold (Videoalbum Comedy))[40]
- 2011: Switch Reloaded Vol. 2 (DE: Gold (Videoalbum Comedy))
- 2011: Switch Reloaded Vol. 3 (DE: Gold (Videoalbum Comedy))
- 2011: Radio Regenbogen Award in der Kategorie Comedy
- 2012: Deutscher Comedypreis für Martina Hill als Beste Schauspielerin
- 2013: Grimme-Preis in der Kategorie Unterhaltung (für das ‚Wetten dass…?‘-Spezial)